# Spilosoma sparsipuncta
Spilosoma sparsipuncta là một loài bướm đêm thuộc phân họ Arctiinae, họ Erebidae.